# Handley Page Halifax
Die Handley Page Halifax (Handley-Page Typ 57 bzw. H.P.57) war ein viermotoriger Bomber der Zeit des Zweiten Weltkriegs aus britischer Produktion. Sie wurde ab November 1940 vom RAF Bomber Command eingesetzt.
Entwickelt von der Handley Page Aircraft Company, wurden von 1940 bis 1946 in verschiedenen Versionen 6178 Maschinen hergestellt. Der bis März 1952 verwendete Typ war noch vor der Short Stirling vom Januar 1941 (2380 Maschinen) und der Avro Lancaster vom Anfang 1942 (7377 Maschinen) der erste von der Royal Air Force in den aktiven Dienst gestellte viermotorige schwere Bomber.

## Entwicklung
Der Mitteldecker wurde 1936 aus dem Umbau der H.P.56, die mit zwei Rolls-Royce-Vulture-Motoren ausgerüstet war, nach Spezifikation P.13/36 entworfen, nachdem klar wurde, dass die technisch hochmodernen, aber störanfälligen Vulture-Triebwerke nicht zu befriedigen vermochten. Der H.P.57 war eine stark vergrößerte Konstruktion, die auf vier Rolls-Royce-Merlin-Motoren basierte. Der Erstflug des ersten von zwei Prototypen (L 2.744) erfolgte am 24. September 1939 in Bicester. Zu dieser Zeit war bereits eine erste Bestellung eingegangen.

## Einsatz

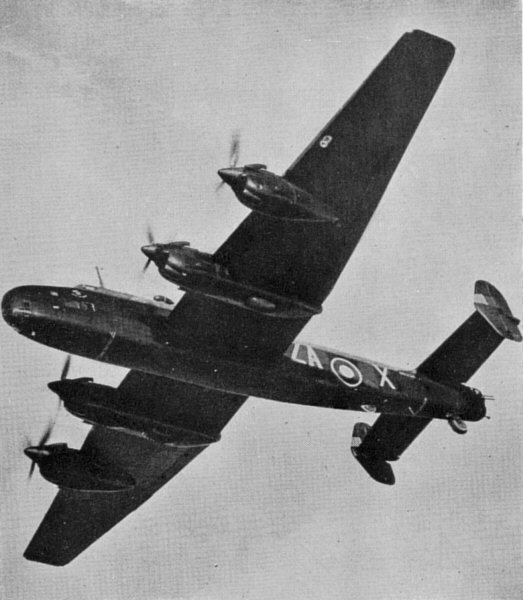
Halifax B.II W1057, ZA-X, 10. Squadron RAF, die April/Mai 1942 an den Angriffen auf das Schlachtschiff Tirpitz im Fættenfjord bei Trondheim in Norwegen beteiligt war

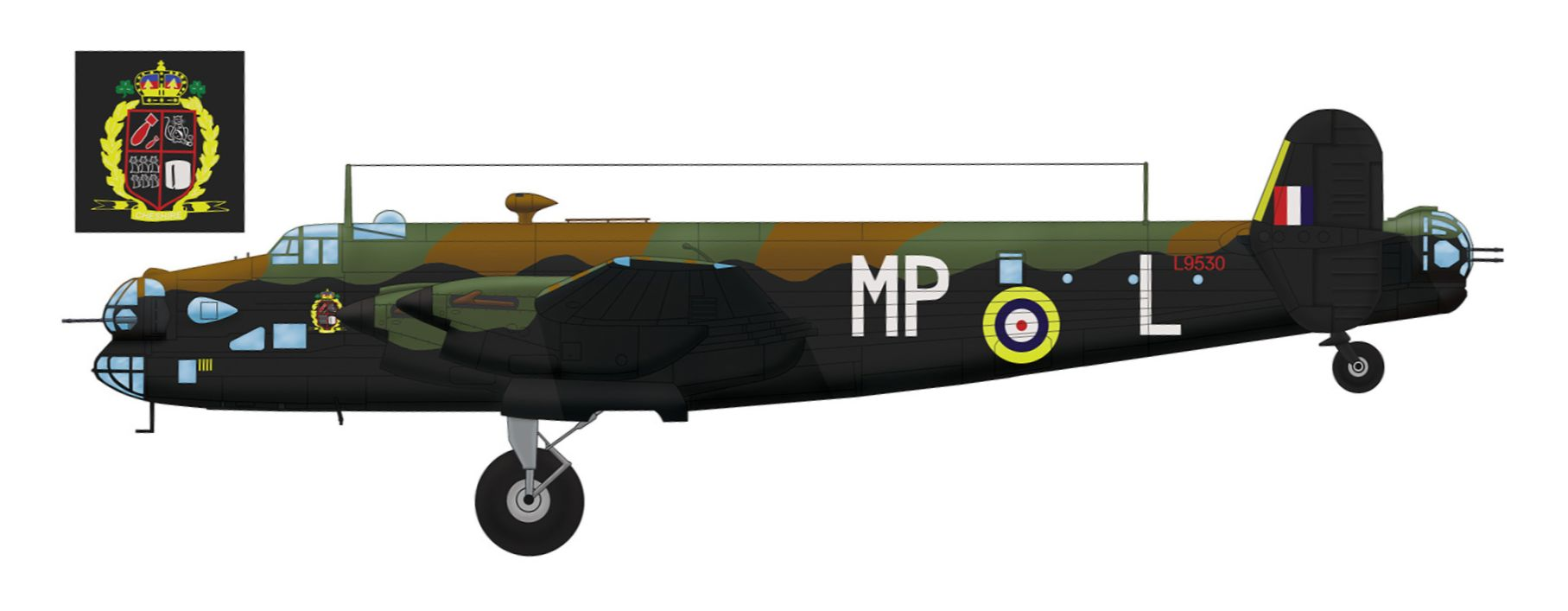
Handley Page Halifax B Mk I, s/n L9530, MP-L, No. 76 Squadron RAF, Sommer 1941

Die Auslieferung der Halifax Mk.I begann im November 1940 an Squadron 35. Der Bomber wurde in der Nacht vom 11./12. März 1941 bei einem Angriff auf Le Havre erstmals in größerer Anzahl eingesetzt. Die ersten Mk.I wurden als Serie B.I bekannt. Es folgten die Serie II mit höherem Gesamtgewicht sowie die Serie III. Die Mk.II-Serie I wies erste bedeutende Modifikationen auf, indem ein Zwillings-MG-Rumpfrückenturm sowie stärkere Merlin-XX-Motoren verwendet wurden. Die Mk.II-Serie I (Special) wies eine Verkleidung der Nase anstelle des Waffenstandes auf, auch hatte sie keine Auspuffsammelrohre an den Motorgondeln. Bei der Serie-IA wurde erstmals die später immer verwendete widerstandsarme Plexiglas-Rumpfnase verwendet; der Rumpfturm hatte vier MGs und der Antrieb des Flugzeuges erfolgte durch Merlin-22-Motoren. Varianten der Mk.III-Serie I (Special) und der Serie IA mit Fahrgestell von Dowty anstelle des üblichen von Messier wurden als Mk.V Serie I (Special) und Serie IA bezeichnet. Es wurden 1966 Mk.II sowie 915 Mk.V hergestellt.
Die Mk.II-Serie IA (H.P.59) brachte eine weitere wichtige Modifikation: sie hatte größere rechteckige Seitenleitwerke, um die bei der früheren Konstruktion aufgetretenen schwerwiegenden Stabilitätsprobleme zu lösen. Perspexnase und rechteckige Seitenleitwerke waren für alle folgenden Halifax charakteristisch. Ihr einziger Nachteil blieb die zu geringe Antriebsleistung.
Deshalb verließ man bei der 1943 erschienenen Mk.III (H.P.61) den Rolls-Royce-Merlin-V-Motor und baute Bristol-Hercules-Sternmotoren mit 1615 PS und vergrößertem Kraftstoffvorrat ein. Mit 2091 Stück wurde die Mk.III die meistgebaute Halifax-Variante. Später wurden die Flugzeuge noch mit H2S-Radargeräten versehen.
Mk.IV blieb ein unvollendetes Projekt.
Die nächsten Modelle waren die Mk.VI (H.P.61) mit 1675-PS-Hercules 100 und die Mk.VII (H.P.61), die wieder über die Hercules der Mk.III verfügte. Dies waren die letzten Bomberversionen; sie wurden in relativ bescheidenen Stückzahlen gebaut.
Das Ende der Halifax-Typen bildeten die zivile Umbauversion Mk.VIII (H.P.70 Halton) und der Truppentransporter Mk.IX (H.P.71), dessen letztes Flugzeug im November 1946 abgeliefert wurde.
Von Handley Page wurden 6178 Halifax in Zusammenarbeit mit verschiedenen Firmen hergestellt, darunter English Electric, Fairey, Rootes Motors und die London Aircraft Production Group. Das Bomber-Kommando verwendete die Halifax bis zum Kriegsende; sie bildeten etwa 40 % der britischen „Viermot-Bomber“; ihr letzter Einsatz erfolgte beim Luftangriff auf Wangerooge am 25. April 1945. Zu seinen Aufgaben gehörten viele Spezialmissionen, darunter das Absetzen von Agenten und das Stören von deutschen Funkmess-(Radar)stationen. Auch im Mittleren Osten wurden Halifax verwendet. Nach dem Kriege blieben sie noch längere Zeit beim Küsten- und Transportkommando im Einsatz. Den letzten Flug absolvierte eine GR Mk.VI des Küstenkommandos im März 1952.

## Produktionszahlen
Die Halifax wurde in Großbritannien bei Handley Page, London Aircraft, English Electric, Rootes in Speeke und Fairey in Errwood Park gebaut. 
| Version | Handley Page | London Aircraft | English Electric | Rootes/Speeke | Fairy/Errwood Park | Summe |
| ------- | ------------ | --------------- | ---------------- | ------------- | ------------------ | ----- |
| B.I     | 85           |                 |                  |               |                    | 85    |
| B.II    | 607          | 450             | 900              | 12            |                    | 1.969 |
| B.III   | 323          | 260             | 900              | 250           | 320                | 2.053 |
| A.III   |              |                 |                  | 30            |                    | 30    |
| B.V     |              |                 |                  | 658           | 246                | 904   |
| B.VI    | 155          |                 | 280              |               |                    | 435   |
| B.VII   | 120          |                 | 20               |               | 21                 | 161   |
| A.VII   |              |                 |                  | 120           | 53                 | 173   |
| C.VIII  | 100          |                 |                  |               |                    | 100   |
| Summe   | 1.390        | 710             | 2.100            | 1.070         | 640                | 5.910 |

Bei Kriegsende befand sich noch die ASR-Variante A.VII in Produktion.
| Jahr              | Bomber | Transporter | ASR | Anzahl |
| ----------------- | ------ | ----------- | --- | ------ |
| 1940              | 6      |             |     | 6      |
| 1941              | 162    |             |     | 162    |
| 1942              | 801    |             |     | 801    |
| 1943              | 1.827  |             |     | 1.827  |
| 1944              | 2.334  |             |     | 2.334  |
| bis 31. Juli 1945 | 477    | 100         | 203 | 780    |
| Summe             | 5.607  | 100         | 203 | 5.910  |

## Zwischenfälle
Hier kann aufgrund der Fülle der Unfälle nur eine Auswahl an Totalverlusten aus der Zeit nach dem Zweiten Weltkrieg dargestellt werden (Liste erst begonnen).
- Am 29. August 1942 stürzte eine Halifax Mk.II der britischen Royal Air Force (Luftfahrzeugkennzeichen BB214) über dem Laacher See (Vulkaneifel) brennend ab. Vier der sieben Besatzungsmitglieder starben bei dem Vorfall. Man geht davon aus, dass die mit Aufschlagzündern versehenen Bomben vor dem Absturz abgeworfen wurden.[4][5][6]

- Am 23. September 1943 stürzte eine weitere Maschine brennend in der Nähe von Mannheim ab.[7]

- Am 13. Mai 1948 überrollte eine vom Flughafen Le Bourget kommende Halifax C.VIII der Transports Aériens Intercontinentaux (TAI) (Luftfahrzeugkennzeichen F-BCJX) das Landebahnende am Militärflugplatz Bovingdon und blieb schließlich im Flughafenzaun hängen. Die dreiköpfige Besatzung blieb unverletzt. Das auf die Gesellschaft Société Aero Cargo registrierte Flugzeug wurde irreparabel beschädigt.[8][9]

- Am 20. Mai 1948 kam es zur Bruchlandung einer Halifax C.VIII der TAI (Kennzeichen F-BCJT) auf dem Flughafen Le Bourget. Die dreiköpfige Besatzung überlebte ohne Verletzungen. Das auf die Gesellschaft Société Auxiliaire de Navigation Aérienne (SANA) registrierte Flugzeug wurde jedoch irreparabel beschädigt.[10][11]

- Am 1. Dezember 1948 stürzte eine Halifax C.VIII der TAI (Kennzeichen F-BCJS) beim Start in dichtem Nebel vom Flughafen Lyon-Bron etwa 1200 Meter hinter dem Startbahnende bei Beauregard im Stadtteil Décines ab. Die Maschine befand sich auf einem kommerziellen Flug zum Flughafen Casablanca-Anfa. Von den acht Insassen wurden drei der Passagiere getötet, die anderen beiden sowie die dreiköpfige Besatzung verletzt. Das auf die Gesellschaft Société Aero Cargo registrierte Flugzeug wurde zerstört.[12][13]

- Am 1. April 1949 (vermutlich in der Nacht vom 31. März zum 1. April) kam es mit einer im Rahmen der Berliner Luftbrücke vom Flugplatz Berlin-Gatow kommenden Halifax C.8 der britischen Westminster Airways (G-AHDL) auf dem Militärflugplatz Schleswigland zu einer Bruchlandung. Alle drei Besatzungsmitglieder überlebten unverletzt. Das Flugzeug wurde zum Totalschaden.[14]

- Am 20. November 1950 stürzte ein Frachtflugzeug des Typs Halifax C.VIII der Eagle Aviation (Kennzeichen G-AIAP) nach dem Start vom Flughafen Dum Dum in Kalkutta (Indien) ab. Zwei der sechs Besatzungsmitglieder kamen ums Leben.[15][16]

## Technische Daten

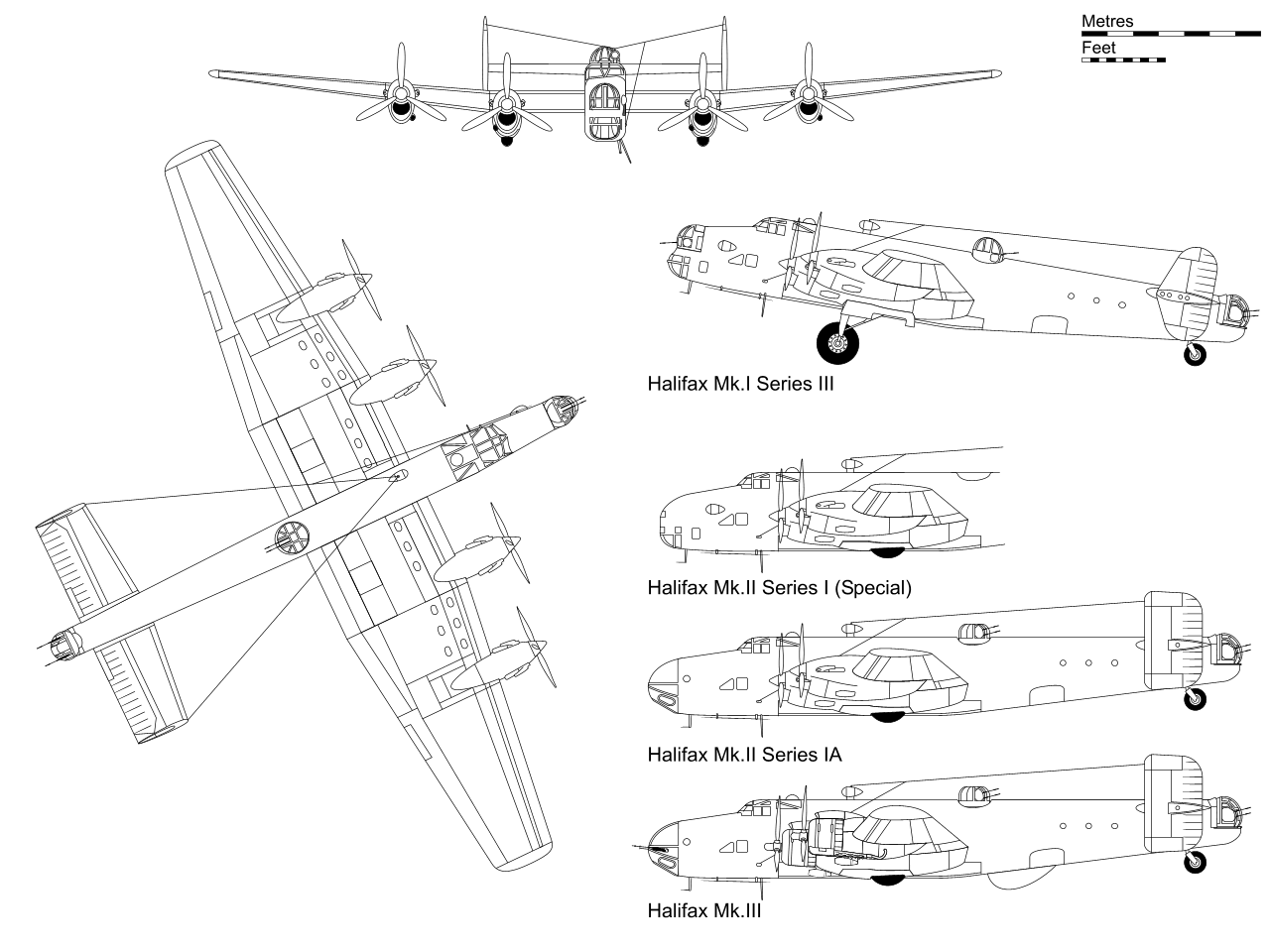
Risszeichnung einer Halifax Mark I B.III

| Kenngröße             | Daten Halifax Mk. III |
| --------------------- | --- |
| Besatzung             | 7 |
| Länge                 | 21,35 m |
| Spannweite            | 31,80 m |
| Höhe                  | 6,32 m |
| Flügelfläche          | 110,6 m² |
| Flügelstreckung       | 9,1 |
| Leermasse             | 17.178 kg |
| Startmasse            | 24.700 kg |
| Höchstgeschwindigkeit | 450 km/h |
| Reisegeschwindigkeit  | 410 km/h |
| Landegeschwindigkeit  | 120 km/h |
| Reichweite            | 2.000 km |
| Gipfelhöhe            | 7.300 m |
| Triebwerke            | Vier Bristol Hercules VI schiebergesteuerte 14-Zylinder-Doppelsternmotoren mit je 1.650 PS (1213 kW) bei 2800/min                        |
| Bewaffnung            | Auf der Rumpfoberseite und am Heck je ein Drehturm mit Browning-MG Vierling, im Bug ein MG Vickers K, neun Kaliber .303 British (7,7 mm) |
| Bombenlast            | 5.900 kg |